# Стратегическая разведка в Португалии
 Стратегическая разведка в Республике Португалия это:
1. деятельность частных лиц, негосударственных организаций, государственных гражданских ведомств, государственных дипломатического и военного ведомств, – осуществляющих разведывательную деятельность стратегического уровня;
2. частные лица, негосударственные организации, государственные дипломатическое и военное ведомства, другие государственные гражданские ведомства, – осуществляющие стратегическую разведку;
3. научная дисциплина в частных исследовательских научных трудах отдельных лиц;  предмет изучения в частных и государственных гражданских исследовательских учреждениях;  обязательный предмет изучения в государственных  дипломатических и военно-научных заведениях;
4. учебная университетская дисциплина, и специальный учебный курс в государственных дипломатическом и военном ведомствах;
5. предмет научного изучения и философского осмысления;
6. часть национальной истории нации и государства.

## Цель и задачи
Республика Португалия осуществляет стратегическую разведку с целью защиты национальных интересов на основе Национального законодательства и базовых документов. Часть документов находится в открытом доступе. Другая часть – внутренние ведомственные документы секретного содержания, доступ к которым осуществляется по внутрислужебному Протоколу, определяющему круг лиц и порядок доступа к секретной информации.
Задачами стратегической разведки является получение географической, экономической, политической, социальной и военной информации стратегического уровня в интересах высшего политического и военного руководства страны.

## Государственные ведомства, осуществляющие стратегическую разведку
Ведущими национальными ведомствами, осуществляющими стратегическую разведку являются:
- Министерство иностранных дел  | | Ministério dos Negócios Estrangeiros
- Министерство национальной обороны | | Ministério da Defesa Nacional
- Система информации Республики Португалия | | Sistema de Informações da República Portuguesa

## Дипломатическая и военно-дипломатическая разведка
- Министерство иностранных дел Республики Португалия |  МИД РП | МИД | | MNE  | MNE RP |  Ministério dos Negócios Estrangeiros de Portugal
  - внешнеполитическое ведомство Правительства
  - руководитель:Министр иностранных дел Португалии | | Ministro dos Negócios Estrangeiros de Portugal
  - штаб-квартира:  Дворец Несессидадес, Лиссабон | | Lisboa,  Palácio das Necessidades
  - жаргон I: Лиссабон
  - жаргон II:  Дворец Несессидадес
  - жаргон III:  На берегах Тежу
  - жаргон IV: С берегов Мар-да-Пальи

## Военная и военно-дипломатическая разведка
- Министерство национальной обороны | | Ministério da Defesa Nacional
  - вырабатывает и осуществляет политику национальной обороны; руководит  Администрацией Вооружённых сил и контролирует её работу; координирует работу с Министерством внутренних дел в областях, где есть возможность взаимодополняемости и предполагаются эффективные результаты.
  - руководитель:  Министр обороны
  - штаб-квартира в Лиссабоне

В стратегической разведывательной деятельности Министерство национальной обороны руководствуется Национальным законодательством и двумя базовыми Документами:
1. Документ:  Основной закон Министерства Национальной обороны; опубликован в Лиссабоне: 2011,  Декабрь, 29 — N.º 249 — серия 1-я, Республиканский ежедневник | | Diário da República, 1.ª série — N.º 249 — 29 de Dezembro de 2011
2. Документ: Стратегическая концепция Национальной обороны | СКНО  || CEDN | Conceito Estratégico de Defesa Nacional;  утвержден Постановлением Совета Министров №  19/2013; опубликован в Официальном вестнике 5 апреля 2013 года; определяет приоритеты государства в вопросах обороны в соответствии с национальными интересами, и является неотъемлемой частью национальной политики в области обороны. Документ СКНО | CEDN  призван органично согласовывать: «власть и волю; мобилизацию  материальных и нематериальных» ресурсов и состоит из Семи глав:

- I. Введение
- II. Основы национальной безопасности и оборонной стратегии
- III. Международный контекст
- IV. Португалия в мире
- VI. Концепция национальных стратегических усилий
- VII. Национальная стратегия государства

Военно-дипломатическую разведку за пределами Португалии через Посольства и Консульства осуществляет корпус военных атташе - кадровые офицеры Министерства обороны, которые прошли специальное обучение и получили аккредитацию в стране пребывания.

## Орган, координирующий национальную и военную разведки
- Система информации Республики Португалия | СИРП  | | SIRP  | Sistema de Informações da República Portuguesa
  - правительственное ведомство, осуществляющее координацию двух независимых разведывательных служб:  Служба информации и безопасности и  Служба стратегической информации в интересах обороны
  - подчиняется: Премьер-министру;  включает в себя: Наблюдательный комитет  СИРП | SIRP   –  под контролем Парламента; Наблюдательный комитет  СИРП | SIRP – под контролем Генерального прокурора; Высший совет разведки;
  - руководитель: Генеральный секретарь СИРП | SIRP;  назначается на должность Премьер-министром,  и ему подотчётен
  - создано  в 1984 году
  - предшественник: Директорат государственной безопасности | ДГБ | | DGS | Direccao Geral de Seguranca; –  преобразован Правительством М. Каэтану из предыдущей Службы: Международная полиция защиты государства | МПЗГ | | PIDE |Polícia Internacional e de Defesa do Estado

- Генеральный секретарь СИРП | SIRP осуществляет инспекцию, контроль и координацию деятельности спецслужб. Генеральный секретарь руководит Управлением административно-технической поддержки и сервисными подразделениями СИРП | SIRP:
- финансовое
- безопасности
- кадров
- информационных технологий

## Служба национальной разведки и государственной безопасности
- Служба информации и безопасности  | СИБ  | | SIS | Serviço de Informações de Segurança
  - осуществляет внешнюю тактическую и стратегическую разведку;  обеспечивает внутреннюю государственную безопасность,  выполняя функции контрразведки

## Военная оперативная и стратегическая разведка
- Служба стратегической информации в интересах обороны  | ССИО  | | SIED  | Serviço de Informações Estratégicas de Defesa
  - осуществляет военную оперативную и стратегическую разведку

## Силы оперативных Специальных операций
- Подразделение специальных акций, первоначально – элитное диверсионно-разведывательное подразделение Военно-морского флота  –  боевые пловцы, армейское подразделение в составе  Вооружённых сил
- Группа специальных операций | ГСО  || GOE | Grupo de Operacoes Especiais –  в структуре Полиции общественной безопасности; предназначена для борьбы с терроризмом; тесно сотрудничает с британской Службой SAS.

## Ранняя история
См. также Португальские географические открытия

См. также Исследование Африки европейцами
В XV веке традиционные дипломатические и торговые связи Португалии со странами Востока прервались. В стране назревал тяжёлый экономический кризис. Сведения, известные из жизнеописаний Александра Македонского и книги Марко Поло говорили о том, что далеко на востоке есть страны, богатые золотом, серебром, драгоценными камнями и пряностями. Миссию по стратегической разведке новых морских путей на восток вокруг Африки взял на себя государственный деятель Португалии Энрике Мореплаватель. Его деятельность по усовершенствованию астрономии, геодезии, картографии, изготовления навигационных приборов, судостроения, подготовки квалифицированных моряков, открытие способа плавания кораблей против ветра - все это способствовало открытию новых островов в Атлантическом океане, изучению Западного побережья Африки. Португальский флот открытого океана, созданный Энрике Мореплавателем, достиг берегов Эфиопии, Арабского Востока  и Индии. Достижения португальской нации в открытии Восточного стратегического морского пути в Индийский и Тихий океаны стали яркой страницей мировой истории Великих географических открытий.

## Экспедиция Бартоломеу Диаша и открытие Индийского океана в 1488
Бартоломе́у Ди́аш ди Новаиш  |  Bartolomeu Dias de Novaes    (около 1450 — пропал без вести  в 1500) — португальский мореплаватель. В 1488 спускаясь на корабле вдоль атлантического побережья Африки на юг, первым из европейцев обнаружил, что она оканчивается около  35° Южной широты. Обогнув Африку с юга, открыл мыс Доброй Надежды и вышел в Индийский океан. О ранней жизни Диаша сведений нет. Изучал математику и астрономию в Лиссабонском университете. Затем служил управляющим Королевскими складами в Лиссабоне;  в 1481- 1482 был капитаном каравеллы в экспедиции Диогу де Азанбужа, отправленной к берегам Ганы в Африке. Будущий король Жуан II поручил Диашу заступить на его место и отправиться на поиски пути в Индию вокруг Африки. Экспедиция Диаша состояла из трёх кораблей, одним из которых командовал его брат Диогу. Под началом Диаша оказались опытные мореходы и выдающийся штурман Перу ди Аленкер. Общая численность экипажей составляла около 60 человек. Диаш отплыл из Португалии в августе 1487 года. В январе корабли экспедиции попали в бурю, которая вынесла португальцев в неизвестный океан. 3 февраля 1488 года Диаш увидел восточный берег Африки. Диаш хотел плыть дальше на восток, однако все офицеры, находившиеся под его командой, высказались за возвращение в Европу. Матросы также желали вернуться домой. Диаш поднялся вдоль восточного побережья Африки до  устья реки Грейт-Фиш, где установил каменный падран. Проведя в плаванье 16 месяцев и 17 дней, Диаш вернулся в Европу в декабре 1488. Необычайно важные сведения о найденном им морском пути в Индию были засекречены. Через 9 лет после возвращения Диаша, португальцы  снарядили экспедицию в Индию во главе с Вашку да Гама. Диаш руководил строительством кораблей. Согласно его распоряжениям, косые паруса были заменены на прямоугольные, а корпуса кораблей строились с малой осадкой и большей остойчивостью. Диаш сопровождал Васко да Гама до Золотого берега  в Гвинее,  а далее остался комендантом крепости Сан-Жоржи-да-Мина. По возвращении Васко да Гама, в Индию был снаряжён мощный флот во главе с Педру Кабралом, где Диаш командовал одним из кораблей. Он участвовал также в открытии и исследовании берегов Бразилии. Возвращаясь к берегам Африки во время шторма исчез вместе с кораблём на котором он плыл. Его внук — Паулу Диаш ди Новаиш — стал первым губернатором Анголы и основал город Луанду. В Лондоне установлена статуя Бартоломеу Диаша.

## История от Марселу Каэтану до Революции гвоздик в 1974 году
В правление Антониу Салазара разведывательной и контрразведывательной деятельностью занималась государственная служба Международная полиция защиты государства | МПЗГ | | PIDE | Polícia Internacional e de Defesa do Estado
Марселу Каэтану  (1906 – 1980) — профессор политической экономии,  Председатель Совета министров Португалии в 1968 –  1974. Вместе Антониу Салазаром создавал идеологию  «Нового государства» в Португалии.  Когда занял пост премьер-министра после инсульта А.Салазара,  –  в целом продолжал его политику. Свергнут в ходе весенней «Революции гвоздик» 1974 и бежал в Бразилию.
Пребывая на посту Премьер-министра М.Каэтану формально преобразовал МПЗГ | | PIDE в государственную службу Директорат государственной безопасности | ДГБ | | DGS | Direccao Geral de Seguranca. Однако новообразованная служба ДГБ | | DGS показала себя несостоятельной и была позже существенно реформирована.

## Выдающиеся деятели стратегической разведки
- Генрих Энрике Мореплаватель | Henrique (1394 – 1460) – герцог Визеу, инфант Португалии, Ависская династия, Великий магистр Ордена Христа, сын короля Жуана I. Участвовал в набеге и уничтожении города-порта Сеуты – базы пиратов в Северной Африке у Геркулесовых Столбов. Организатор португальских морских экспедиций с целью поиска морского пути в Индию. Основал лучшую в Европе Навигационную школу в городе Сагреш, где преподавали математики и картографы высокой квалификации. В городе Лагуш построил первоклассную обсерваторию. Способствовал расцвету судостроения, кораблевождения, географии, навигации, картографии, прикладной астрономии, военного дела. В его правление португальцы впервые в Европе морские суда, способные идти против ветра. С 1419 и  до своей смерти снаряжал экспедиции,  которые открыли  у западного побережья Африки остров Мадейра, Азорские острова, острова Зеленого Мыса, исследовали устья африканских рек Сенегал и Гамбия.  Уже после смерти Энрике Мореплавателя, созданный им флот обогнул с юга Африку и вышел в Индийский океан открыв морские пути в Эфиопию, Арабские владения, Индию, Юго-Восточную Азию, Японию, Индонезию, Филиппины.
- Бартоломе́у Ди́аш ди Новаиш  | Bartolomeu Dias de Novaes  (около 1450 — пропал без вести  в 1500) — португальский мореплаватель. В 1488 обогнув Африку с юга, первым из европейцев  вышел в Индийский океан. Изучил математику и астрономию в Лиссабонском университете. В 1481- 1482 был капитаном каравеллы, отправленной к берегам Ганы. Будущий король Жуан II поручил Диашу отправиться на поиски пути в Индию вокруг Африки. Диаш отплыл из Португалии в августе 1487 года. В январе   буря вынесла корабли португальцев в неизвестный океан. 3 февраля 1488 года он увидел восточный берег Африки. Офицеры высказались за возвращение в Европу,  как и матросы. В устье реки Грейт-Фиш, на восточном побережье Африки, установил каменный знак-падран. Вернулся в Европу в декабре 1488. Сведения о найденном им морском пути в Индию были засекречены. Через 9 лет после возвращения Диаша, португальцы  снарядили экспедицию в Индию во главе с Васко да Гама. Диаш руководил строительством кораблей на которых  косые паруса были заменены на прямоугольные, а корпуса строились с малой осадкой и большей остойчивостью. Диаш в экспедиции Педру Кабрала, также достиг Индии. Открывал и исследовал берега Бразилии. Во время шторма исчез вместе с кораблем  в Атлантическом океане.  Внук — Паулу Диаш ди Новаиш, губернатор Анголы — основал город Луанду. Статуя Бартоломеу Диаша установлена в Лондоне.
- Васко да Гама, современное  Ва́шку да Га́ма |  Vasco da Gama (1460 или 1469 —  1524) — португальский мореплаватель;  Командующий морской экспедицией, которая впервые в истории, обогнув Африку с юга,  осуществила морское путешествие с разведывательными стратегическими целями из Европы в Индию. Впоследствии – VI Губернатор Португальской Индии и II Вице-король Индии с 1524, I граф Видигейра.